# Bistagno
Bistagno é uma comuna italiana da região do Piemonte, província de Alexandria, com cerca de 1 735 habitantes. Estende-se por uma área de 17 km², tendo uma densidade populacional de 102 hab/km². Faz fronteira com Castelletto d'Erro, Melazzo, Monastero Bormida (AT), Montabone (AT), Ponti, Rocchetta Palafea (AT), Sessame (AT), Terzo.

## Demografia
| Variação demográfica do município entre 1861 e 2011                               |
|                                                                                   |
| Fonte: Istituto Nazionale di Statistica (ISTAT) - Elaboração gráfica da Wikipedia |